# Zhangguanying (köpinghuvudort i Kina, Henan Sheng, lat 33,65, long 113,17)
Zhangguanying är en köpinghuvudort i Kina. Den ligger i provinsen Henan, i den centrala delen av landet, omkring 130 kilometer söder om provinshuvudstaden Zhengzhou. Antalet invånare är 52 217. Befolkningen består av 25 399 kvinnor och 26 818 män. Barn under 15 år utgör 21,0 %, vuxna 15-64 år 67 %, och äldre över 65 år 10,0 %.
Runt Zhangguanying är det tätbefolkat, med 659 invånare per kvadratkilometer. Närmaste större samhälle är Pingdingshan, 15,0 km nordost om Zhangguanying. Trakten runt Zhangguanying består till största delen av jordbruksmark.
Genomsnittlig årsnederbörd är 819 millimeter. Den regnigaste månaden är september, med i genomsnitt 157 mm nederbörd, och den torraste är januari, med 5 mm nederbörd.